# Beautiful days (아라시의 노래)
〈Beautiful days〉는 일본의 남성 아이돌 그룹 아라시의 24번째 싱글이다.

## 개요
전작 〈truth/바람의 저편으로〉로부터 약 3개월 만의 싱글이다. 통상반·초회 한정반의 2형태로 발매되었다.
타이틀곡 〈Beautiful days〉는 멤버 니노미야 카즈나리 주연의 TBS 드라마 《유성의 인연》의 주제가이다.

## 수록곡

### 통상반
CD
1. Beautiful days
작사·작곡: Takuya Harada / 편곡: ha-j
  - TBS 드라마 《유성의 인연》 주제가
2. 僕が僕のすべて / 내가 나의 전부
작사: 100+ / 작곡·편곡: 카토 유스케
  - KDDI/오키나와 셀룰러 전화 (au by KDDI) 《au BOX》 CM 송
3. 忘れられない / 잊을 수 없어
작사: Arika / 작곡: HIKARI / 편곡: 사사키 히로후미
4. Beautiful days（オリジナル・カラオケ）
5. 僕が僕のすべて（オリジナル・カラオケ）
6. 忘れられない（オリジナル・カラオケ）

### 초회 한정반
CD
1. Beautiful days
2. 僕が僕のすべて / 내가 나의 전부

DVD
1. 〈Beautiful days〉 비디오 클립